# Huitième lycée de Belgrade
Le Huitième lycée (en serbe cyrillique : Осма гимназија ; en serbe latin : Osma gimnazija) est un établissement scolaire situé à Belgrade, la capitale de la Serbie, dans la municipalité urbaine de Voždovac. Il a été créé en 1937.